# شوتارو مامیا
شوتارو مامیا (انگلیسی: Shotaro Mamiya؛ زادهٔ ۱۱ ژوئن ۱۹۹۳) بازیگر اهل ژاپن است.